# Casa de Orleans-Braganza
La Casa de Orleans-Braganza (en portugués: Casa de Orléans e Bragança) es una casa imperial brasileña de origen portugués y francés. Es una rama cadete de la Casa de Braganza, de Portugal y luego de Brasil, y de la Casa de Orleans, de Francia. La casa fue fundada con el matrimonio entre Isabel de Braganza y el Gastón, Conde de Eu, nunca fue una casa reinante, como el monarca puro de Braganza de Brasil, Pedro II, fue depuesto en 1889. Los miembros de la Cámara son los actuales aspirantes al trono brasileño desde 1921 como parte de la Casa Imperial de Brasil. El Imperio brasileño fue instaurado al final de la Guerra de Independencia, que separó al Reino de Brasil del Reino Unido de Portugal, Brasil y Algarve, y perduró hasta la Proclamación de la República, golpe militar tras el cual fue disuelto en 1889. Se divide a su vez en los períodos Primer Imperio, Período Regente y Segundo Imperio.

## Historia
Casa de Orleans-Braganza surge del matrimonio entre Isabel de Braganza y Gastón de Orleans, conde de Eu, producto de este matrimonio nació Don Pedro de Alcántara de Orleáns-Braganza, príncipe imperial de Brasil, quien era el heredero de su madre hasta su renuncia en 1908 para poder casarse morganáticamente con una condesa checa, puesto que su madre como cabeza de la Casa Imperial no aprobó su matrimonio como dinástico, pasando  los derechos dinásticos del Imperio de Brasil a su hermano menor Luis Felipe de Orleans-Braganza. Desde entonces todo los herederos al Trono Imperial de Brasil llevan este apellido.

### Fundador de la dinastía
- Gastón de Orleans, conde de Eu. Esposo de Isabel Cristina de Braganza y Borbón-Dos Sicilias, Isabel I de Brasil (1891-1921)

### Líderes de la rama de Vassouras
- Luis Felipe de Orleans-Braganza (Príncipe) (1908-1920)
- Pedro Enrique de Orleans-Braganza y Borbón-Dos Sicilias, Pedro III (1921- 1981)
- Luis Gastón de Orleans-Braganza y Baviera, Luis I (1981-2022)
- Bertrand de Orleans-Braganza y Baviera  (2022-presente)

### Líderes de la rama pretendiente de Petrópolis
- Pedro de Alcántara de Orleans-Braganza (Príncipe) (1891-1908), Pedro III (1921-1940)
- Pedro Gastón de Orleans-Braganza y Dobržensky, Pedro IV (1940-2007)
- Pedro Carlos de Orleans-Braganza y Borbón-Dos Sicilias, Pedro V (2007-presente)

## Emperadores de Brasil de la Casa de Braganza
- Juan I de Brasil y VI de Portugal, emperador titular (1822-1825)
- Pedro I de Brasil y IV de Portugal  (1822-1831)
- Pedro II de Brasil (1831-1889)

### Pretendientes al trono de Brasil
- Isabel de Braganza y Borbón-Dos Sicilias, Isabel I (1891-1921)
- Pedro Enrique de Orleans-Braganza, Pedro III (1921-1981)
- Luis Gastón de Orleans-Braganza, Luis I (1981-2022)
- Beltrán de Orleans-Braganza, Beltrán I (2022-presente)